# Praga AN
Der Praga AN (Alfa Nákladní = Alfa Nutzfahrzeug) war eine Lieferwagen- und Klein-LKW-Variante des Praga Alfa, die in verschiedenen Varianten ab 1924 bis 1940 gebaut wurde. 

## Varianten
Grundsätzlich wurde die hintere Sitzbank des Praga Alfa durch eine Ladepritsche, ab 1929 auch auf Wunsch durch einen Kastenaufbau ersetzt. Zeitweise gab es auch eine Kleinbus-Variante unter der Bezeichnung Praga AO.
Die Serien 1–5 entstanden von 1924 bis 1926 und entsprachen technisch den gleichzeitig gebauten PKW Alfa der Serien 5–11. Es entstanden 500 oder 750 Stück.
Von 1926 bis 1928 wurden die Serien 6–10 gebaut, sie hatten den stärkeren Motor des Praga Alfa Serie 12. Es entstanden 1100 oder 1110 Stück und 70 Kleinbusse mit 12 Sitzen (Typ AO).
Der Praga Alfa hatte mittlerweile einen Sechszylindermotor erhalten, den man für den LKW als unpassend empfand. Infolgedessen erhielt der AN der 11. und 12. Serie (1928–29) einen Motor mit von 62 auf 70 mm aufgebohrten Zylindern, der bei gleichem Hub jetzt 1695 cm³ Hubraum hatte. Das Fahrzeug kostete zwischen 55.000 und 58.000 Kronen, es wurden 800 Stück gebaut.
1929 wurde ab der 13. Serie die Bohrung erneut – jetzt auf 75 mm – vergrößert, es entstanden von 1929 bis 1939 2500 Stück, nach anderer Quelle 1500 im Jahr 1929, 500 im Jahr 1930, 501 im Jahr 1931. Die ab 1937 entstandenen Fahrzeuge hatten ein etwas kürzeres Chassis. Der hier verwendete Motor wurde auch im 1933/4 gebauten Kleinpanzer Praga Tančík vz.33 verwendet.
1931 wurden daneben 100 Stück mit dem 2,5-Liter-Sechszylinder-Motor des Praga Alfa Ser.22 gebaut, 1934 ein nicht näher bezeichnetes Einzelstück und in den Jahren 1938–40 je 1 Polizeibus, insgesamt also 104 Fahrzeuge mit Sechszylindermotor.

## Technische Daten

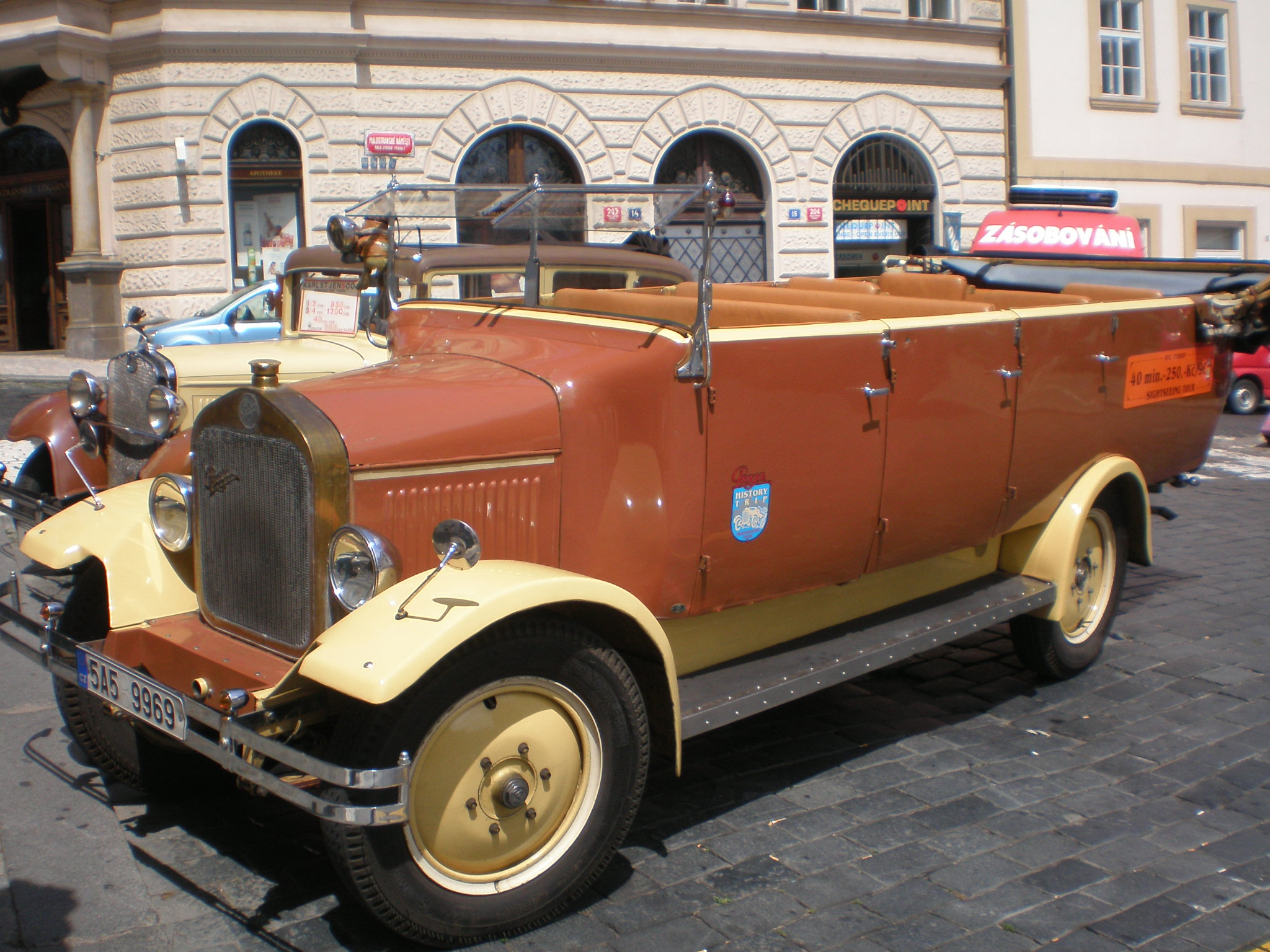
Praga AO Ausflugbus, aufgenommen 2007 in Prag

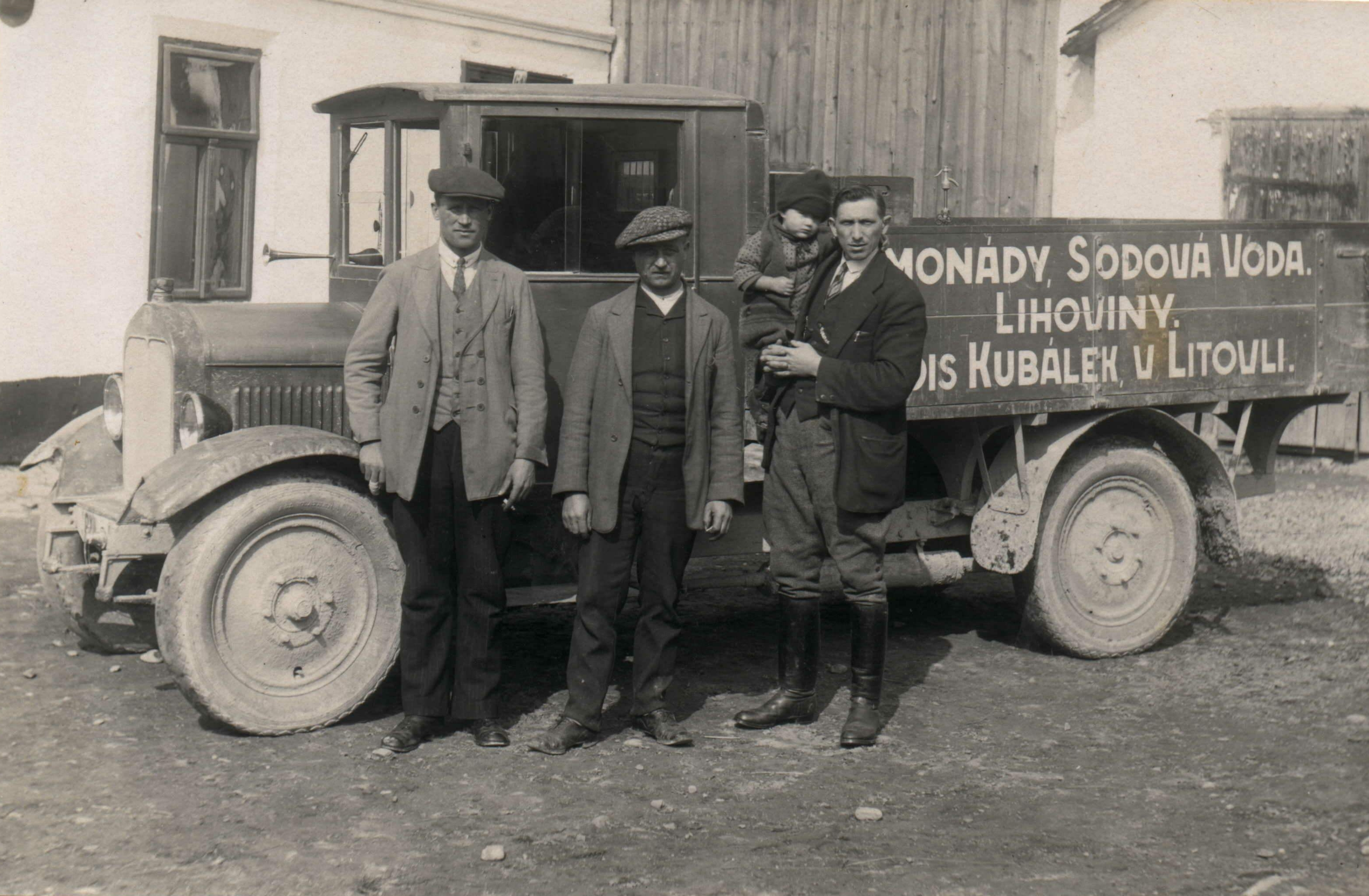
Praga AN, 1930

Nachfolgend eine Übersicht über die technischen Daten der einzelnen Varianten:
| Typ               | leer (to) | Länge (m) | Breite (m) | Radst. (m) | Zylinder | cm³   | PS | km/h | Nutzl.(to) |
| ----------------- | --------- | --------- | ---------- | ---------- | -------- | ----- | -- | ---- | ---------- |
| AN,1.–5. Serie    | 0,9       | 4,41      | 1,65       | 2,9        | 4        | 1.240 | 21 | 40   | 1,0        |
| AN, 6. Serie      | 0,9       | 4,41      | 1,65       | 2,9        | 4        | 1.324 | 25 | 42   | 1,0        |
| AN, 7.–10. Serie  | 0,94      | 4,71      | 1,65       | 3,19       | 4        | 1.324 | 25 | 42   | 1,0        |
| AN, 11.–12. Serie | 1,25      | 4,85      | 1,80       | 3,40       | 4        | 1.695 | 28 | 50   | 1,0        |
| AN, 13.–17. Serie | 1,32      | 4,85      | 1,80       | 3,40       | 4        | 1.947 | 32 | 55   | 1,8        |
| AN, 18. Serie     | 1,318     | 4,78      | 1,80       | 3,40       | 4        | 1.947 | 32 | 60   | 1,8        |
| AN, 19.–20. Serie | 1,44      | 4,955     | 1,85       | 3,505      | 6        | 2.492 | 42 | 62   | 2,0        |